# Angharad James (calciatrice)
Angharad Jane James (Haverfordwest, 1º giugno 1994) è una calciatrice gallese, centrocampista dello Seattle Reign e della nazionale gallese, della quale è anche capitano.